# Alexandru Barbini
Alexandru Barbini (n. 11 ianuarie 1855 – d. 28 august 1925, Graz) a fost un Feldmarschall-Leutnant de origine română în Armata Imperială Austro-Ungară.

## Biografie

### Înainte de marele război
Proveniența lui Alexandru Barbini rămâne ascunsă. C. Sigmirean pretinde într-un interviu cu A. Grama în cadrul unei dezbateri la Școală de vară de la Universitatea Petru Maior din Târgu Mureș despre Primul Război Mondial, că generalul ar fi fost de origine română din Transilvania, ca de exemplu și Traian Băcilă, Ioan Boeriu sau Dănilă Papp. De asemenea este menționată o familie cu acest nume în Sibiu pe timpul nașterii lui. După ce nu a aparținut Statului Major General, el nu a urmat cursurile Academiei Militare Tereziene de la Wiener Neustadt, ci a fost cadet într-o altă școală militară. Totuși a avut o carieră militară reușită.
Prima pomenire este din anul 1882, când locotenentul Alexandru Barbini a căpătat la 1 mai rangul de locotenent-major, iar la 25 decembrie 1888 împăratul Franz Joseph al Austriei l-a avansat la gradul de căpitan de clasa 2. La 10 octombrie 1889 s-a duelat cu săbii cu căpitanul maghiar Nardis Mervos, rânindu-l grav, amândoi din Regimentul Infanterie nr. 61. Acest duel a rămas însă fără consecințe. Alexandru Barbini  a fost avansat la gradul de căpitan de clasa 1, la 1 noiembrie 1891. În Graz, unde a fost staționat pe atunci, a cunoscut-o pe Theresia Kleinoscheg, fiica unui negustor, cu care s-a căsătorit la 4 mai 1895.
La 1 mai 1899 a fost decorat cu Crucea de Merit Militar și la 1 noiembrie 1900 făcut maior, fiind mai târziu transferat la Regimentul Infanterie nr. 8 (1 mai 1904).
La 1 februarie 1909 a fost transferat din nou, deja de câtva timp locotenent-colonel, la Regimentul Infanterie nr. 36 și decorat cu Crucea de Ofițer al Ordinului împărătesc austriac Franz Joseph pe data de 1 aprilie 1909. Numai o lună mai târziu, la 1 mai, a fost numit colonel, iar la 1 decembrie al anului și comandor al Regimentului Infanterie nr. 33 din Arad ca recunoaștere pentru serviciile sale excelente. Noul comandant și-a preluat funcția cu o cuvântare notabilă la începutul lui ianuarie. Astfel s-a prezentat ofițerilor săi cu următoarele cuvinte: „În opinia mea, ofițerul în timp de pace nu poate fi altceva decât educatorul poporului. Acesta este programul meu și rezultă în sine, că aștept de la fiecare în regiment meu, să-și îndeplinească sarcina frumoasă în cel mai uman mod cu cea mai mare răbdare. Dacă această concepție va devine modul Dvs. de gândire, atunci, nu se poate vorbi de brutalitate sau abuzul de putere. O trupă care este pregătită de niște corpuri de ofițeri bazând pe acest mod de gândire, își va afirma într-o zi locul pe câmpul de luptă fără suprasolicitare inutilă și tortură. Îmi doresc, ca corpul de ofițeri să fie alcătuit din oameni de un spirit cavaleresc și o mentalitate corectă, de camarazi care trăiesc în armonie fraternă. Nobilimea sufletului ar trebui să fie semnul lor distinctiv.” Colonelul a făcut, de asemenea, un discurs către subofițeri, îndemnându-i să se exprime față de soldații simpli și recruții mereu în tonul celor educați.
La 1 aprilie 1913, colonelul a fost numit șef al Brigăzii Infanterie nr. 33 (în Divizia 17 Infanterie cu sediul la Oradea, subordonat Corpului VII Armată din Timișoara sub generalul de infanterie Otto Meixner von Zweienstamm și decorat cu Ordinul Coroanei de Fier de clasa a 3-a în aceiași zi.
La 1 mai 1914 (rang de la 25 aprilie al anului) Alexandru Barbini a fost numit general-maior (Generalmajor, GM).

### Timpul după 1 august 1914
În Primul Război Mondial a participat cu brigada lui mai întâi la Bătălia de la Lemberg (23 august – 11 septembrie 1914), apoi la primul asediu al Przemyślului (16 septembrie-11 octombrie 1914). În lupta pentru capturarea colinei de la Holownia (28-29 octombrie 1914), generalul a izbutit printr-o tactică rafinată izgonirea trupelor țariste de forță copleșitoare, bine îngropate și  fortificate sus pe deal. Pentru succesul în lupta de la Holownia a fost onorat cu decorația de război al Coroanei de Fier, la 1 aprilie 1915 și cu Ordinul al Crucii de Fier de clasa a 2-a
Dar sănătatea generalului se înrăutățise din ce în ce mai mult, de acea a rugat pentru transferul la pensie, ce i-a fost acordat prin decizia de pensionare a împăratului la 1 mai 1915.
Împăratul Carol I al Austriei l-a onorat pe generalul Barbini pentru serviciile sale îndelungate și eficiente pentru armată, acordându-i rangul de Feldmarschall-Leutnant titular, la 30 aprilie 1917. Bolnav cum a fost, a rămas după război în Graz, îngrijit de soția lui. Acolo a decedat în casa lui din Auersperggasse 14 în vârsta de 70 de ani.

## Onoruri (selecție)
- 1899: Crucea de Merit Militar de clasa a 2-a cu decorație de război (KD.) și săbii
- 1909: Crucea de Ofițer al Ordinului împărătesc austriac Franz Joseph
- 1913: Ordinul Coroana de Fier de clasa a 3-a
- 1915: Decorația de război al Ordinului Coroanei de Fier
- 1915: Ordinul al Crucii de Fier de clasa a 2-a